# Еутрофно језеро
Еутрофно језеро (грч. eu — добро, много и грч. trophos — храњење) је језеро које се одлукује великим садржајем хранљивих биогених материја. Ти се као најзначајнија издвајају једињења азота и фосфора. Таква језера немају велике дубине, крај обала су развијени плићаци, а лети су загрејана. Еутрофне језерске басене карактерише интензивна продукција фитопланктона и виших алги, тако да она премашује потребе организама који се њима хране. Сходно томе, долази до велико таложења органских материја на дну басена, за шта се користи значајна количина кисеоника, па оваква језера оскудују њиме. Муљ који се формира на дну састоји се од остатака организама и назива се „сапропел“. Боја воде је жута, жутозелена до мрка, а провидност је веома мала. Еутрофна језера су, на пример — Скадарско, Дојранско и Балатон.
У случају када у воденом басену има преко 40 микрограма по литру фосфора, када је прозирност минимална, а продуктивност велика настају хипереутрофна језера. Таква језера имају огромну продукцију, боја им је мркозелена и вода је пуна алги.